# 索拉语
索拉语（Sora language），是印度蒙达语族的一种语言，共有40.9万名母语者（2011年），主要分布于东印度南奥里萨邦。索拉语可用拉丁字母和泰卢固文书写。1936年索拉僧平文字被设计专门用于书写索拉语言。 许多索拉人家庭以 Savara 作为姓氏或名字。

索拉语有一种方言：Juray。

## 分布
母语者主要集中在根賈姆縣，加賈帕提縣，和拉亞加達縣，但也发现在相邻的地区也有人使用，如科拉普特縣和坎達馬縣的一些地区；其他存在该语言的社区包括北部安得拉邦（維濟亞訥格勒姆縣和斯里加古蘭縣），中央邦， 比哈尔邦， 泰米尔纳德邦， 西孟加拉邦和阿萨姆邦。

## 历史
索拉语的使用率十分波动，使用者人数在数十年间稳定攀升，然后又急剧下降。事实上，讲索拉语的人数从1901年的15.7万上升到1911年的16.6万，:329–3361921年赶超16.8万。1931年升到19.4万，1951年指数增长到25.6万。1961年，最高停在26.5万，1971年减少到22.1万。

## 语言文化
索拉人是印度Adivasi部落人的一部分。索拉人与奥里亚语、泰卢固语人群相邻，因此大量索拉人都是双语者。除了一些通常以口头方式传播的歌曲和民间故事，索拉语文学作品不多。

## 音系
对索拉语大多数音节都是CVC形式，语素通常包含一到三个音节。有18个辅音，5个辅音为硬颚音，而只有1个辅音为声门音。索拉语辅音自带ɘ元音。只有6个元音，没有因人而异的附加符号和送气变体。英语、奥里亚语和泰卢固语可能也影响了元音。辅音是否在元音前也会导致发音有变化。

### 辅音
索拉语有18个辅音。 阻塞音可预先自由变异，即[ʔm]，[ʔb]，但这有待进一步分析研究。
|        |        | 唇音 | 齿音 | 舌音 | 上腭 | 软腭 | 声门 |
| ------ | ------ | ---- | ---- | ---- | ---- | ---- | ---- |
| 停顿   | 无声   | p    | t    |      | c    | k    | ʔ    |
| 停顿   | 发声   | b    | d    |      | ɟ    | ɡ    |      |
| 摩擦音 | 摩擦音 |      | s    |      |      |      |      |
| 鼻音   | 鼻音   | m    | n    |      | ɲ    | ŋ    |      |
| 闪音   | 闪音   |      |      | ɽ    | r    |      |      |
| 舌侧音 | 舌侧音 |      | I    |      |      |      |      |
| 滑音   | 滑音   |      |      |      | j    |      |      |

### 元音
索拉语有8个元音，可以每个被强调发音，除[e]无法强调意外。 韵母的长度在索拉语中不是音素，尽管元音的长度由于词法会各不相同。
|      | 前 | 中 | 后 |
| ---- | -- | -- | -- |
| 高   | I  | ɨ  | u  |
| 中高 |    |    | ʊ  |
| 中   | e  | ə  | o  |
| 低   |    | a  |    |

## 语法
索拉语语法特征有主宾一致、语序、复合名词表示格等。是一种主宾型配列为主的语言，缺乏被动结构。索拉语格系统比较复杂：
- 主格
- 宾格
- 方位格
- 工具格
- 共格
- 有益格
- 属格

此外，索拉语像其他蒙达语族语言一样，用关系名词将名词与句子其他部分相联系，以提供更具体的意义，这被称为复合名词。这些增强意义的单音节名词被称为语义相对名词，在索拉语中被广泛使用。索拉语名词的自由形式和组合形式大都不同，下文暂且借用日语术语分别称为“露出形”和“被覆形”。:1259–1294被覆形可以和动词词根相连，以造出语义上更复杂的词，这与其他语言的复合词相同。索拉语前中后缀均有，但只有后缀表示名词的领属。动词与名词复合时的一些模式如下：
动词 + 被覆形
动词 + 被覆形 + 被覆形
露出形 + 被覆形
露出形 + 被覆形 + 被覆形
露出形名词缩短为被覆形的例子如：mənra是“人”的露出形，被覆形为mər，被覆形名词不能单独存在。虽然没有定论，但被覆形的一般准则是，它取决于与动词或其他名词的组合发生在哪里。被覆形作中缀和作前缀的结果不同。露出形与被覆形词汇部分例子如下：
ədɘ'ŋ --dɘ'ŋ 蜂巢
ərɘ'ŋ --rɘ'ŋ 酸
bɘ'nra'j --bɘn 面粉
ba'ra' --bal 枪管
kəṛíŋ—diŋ 鼓

## 词汇
索拉语从周围的语言如泰卢固语和奥里亚语中借了一些词。从奥里亚语借来的如kɘ'ra'ñja'，为树名。从泰卢固语借来的如mu'nu'，意为黑豆。此外，蒙达语族令两种语言，卡利亚语和科尔库语和索拉语间似乎是有一定互通度的。例如，卡利亚语11是ghol moŋ，科尔库语是gel ḑo miya，索拉语是gelmuy。每种语言的每个11看起来和听起来都与其他11非常相似，这不只发生在数字中，蒙达语大量的词汇都是可以相互理解的。与身体、家庭、家、田地有关的词，以及代词、指示词、数词是同源词最多的。

### 数词
索拉语记数系统为12进制，这很罕见。例如跨新几内亚语系语言埃卡利语记数系统基于60进制。例如，索拉语39会被拆成(1 * 20)+ 12 + 7
1 2 3 4 5 6 7 8 9 10 11 12
索拉语：aboy bago yagi unji monloy tudru gulji thamji tinji gelji gelmuy migel
索拉语对12到20之间的数词有和英语类似的“十后缀”，比如13是migelboy(12+1)，14是migelbagu(12+2)，等等。20到99则将kuri加到数词第一个组分后。例如31是bokuri gelmuy，90是unjikuri gelji。
Lera Boroditsky在她的TED演讲 （页面存档备份，存于）相关的“更多资料”栏目中介绍了索拉语数词系统。

## 书写系统
索拉语有数种书写系统。一种叫索拉桑朋文（Sora Sompeng），是索拉语的本土书写系统，1936年由Mangei Gomango发明。
奥里萨语的双语者也会用奥里萨文书写索拉语。

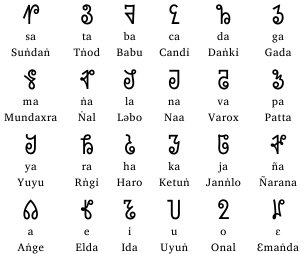

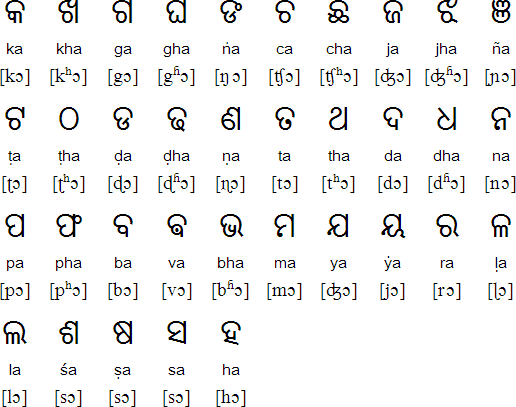

相似地，生活在安得拉邦和特伦甘纳邦的泰卢固语双语者也会使用泰卢固文。

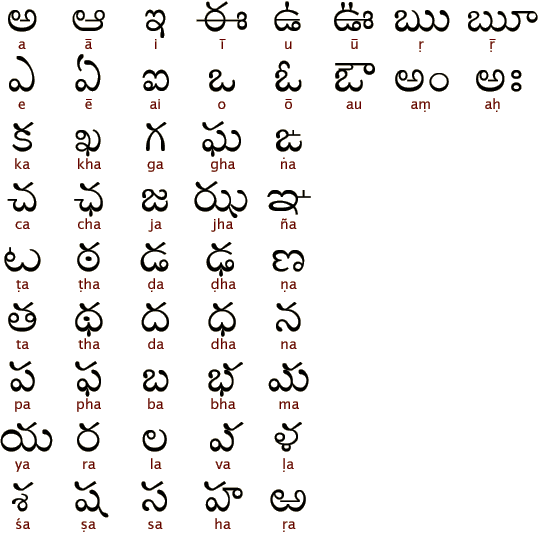

有时索拉语也会采用拉丁字母书写。

## 流行文化
索拉语于2008年美国纪录片公司 Ironbound 拍摄的电影《语言学家》中出现，其中两个语言学家试图编制几个濒危语言.

## 延伸阅读
- Ramamurti, R. S. (1931). A Manual of the Sora (Savara) Language. Delhi: Mittal Publication.
- Veṅkaṭarāmamūrti, G. (1986). Sora–English dictionary. Delhi: Mittal Publication.